# Rules derby
Il Rules derby è un derby calcistico nel quale si affrontano le due squadre di Sheffield, ossia lo Sheffield e l'Hallam. Le due squadre sono le più antiche del mondo, sicché il primo incontro, risalente al 26 dicembre 1860, viene considerata la prima partita di calcio mai disputata. Viene chiamato Rules derby ("Derby delle regole") in riferimento al fatto che la partita fu originariamente giocata applicando le Sheffield Rules.
La prima partita venne disputata al Sandygate Road, lo stadio dell'Hallam, e vide la vittoria dello Sheffield per 2-0. Il derby non viene disputato frequentemente, poiché lo Sheffield milita spesso in categorie superiori rispetto a quelle dell'Hallam. Nonostante questo, le due squadre si sfidano occasionalmente in varie amichevoli pre-stagionali, o nei match della lega locale.